# Gordon Brown (rugbista)
Gordon Lamont Brown (Troon, 1º novembre 1947 – Troon, 19 marzo 2001) fu un rugbista a 15 internazionale per la Scozia che rappresentò anche i British Lions in tre tour negli anni settanta; seconda linea, militò a livello di club nel West of Scotland di Milngavie.
Deceduto nel 2001 a 53 anni per linfoma, figura postumo nella International Rugby Hall of Fame.

## Biografia
Gordon Brown proviene da una famiglia dedita allo sport di alto livello: suo padre John Bell "Jock" fu portiere della squadra di calcio del Clyde e disputò un incontro internazionale nell'Interbritannico 1938 contro il Galles, suo zio Jim, emigrato oltreoceano, disputò con gli Stati Uniti il primo mondiale di calcio nel 1930, mentre suo cugino George disputò un incontro internazionale con gli Stati Uniti negli anni cinquanta; suo zio paterno Alex Lambie è bisnonno del rugbista sudafricano Patrick Lambie.
Anche il fratello di Gordon, Peter Brown, fu internazionale per la Scozia di rugby.
Per via delle origini calcistiche della sua famiglia, anche il giovane Gordon si orientò originariamente per la disciplina a palla rotonda, salvo poi convertirsi al rugby intorno ai 17 anni quando, da portiere, placcò un attaccante avversario per impedirgli di realizzare l'ennesimo goal sullo 0-6 per la sua squadra.
Tale manovra, seppure non gli costò l'espulsione grazie a un arbitro magnanimo che a detta di Brown preferiva lasciar giocare, fu stigmatizzata dalla tifoseria avversaria che lo fece bersaglio di insulti e lancio di oggetti e lo costrinse a uscire dal campo accompagnato dalla polizia.
Alla fine dell'incontro cambiò scuola e chiese di essere inserito nella squadra di rugby.
Dopo la scuola entrò nel West of Scotland, club di Milngavie, poco fuori Glasgow; nel 1969 debuttò per la Scozia a Edimburgo battendo 6-3 il Sudafrica e due anni più tardi fece parte della spedizione dei British and Irish Lions in Nuova Zelanda, che per la prima (e unica, al 2017) volta la selezione interbritannica fece sua per 2-1, dando un grosso contributo nei due dei quattro test match contro gli All Blacks cui prese parte, che si risolsero con una vittoria per i Lions e un pari.
Tre anni più tardi, nel 1974, vinse sempre con i Lions la serie con 3 vittorie e un pareggio contro il Sudafrica, spedizione durante la quale marcò anche due mete nei tre incontri disputati contro gli Springbok.
Il tour, che divenne famoso per la battaglia del Boet Erasmus a Port Elizabeth, un incontro particolarmente rude e violento in cui i Lions vinsero 28-9, passò alla storia anche per un episodio minore che coinvolse lo stesso Brown: lo scozzese placcò il suo opposto di ruolo sudafricano Johan de Bruyn in maniera tanto decisa che per il contraccolpo questi perse il suo occhio di vetro costringendo i giocatori di entrambe le squadre e l'arbitro a cercarlo nel fango; trovatolo, de Bruyn lo rimise nell'orbita senza accorgersi di avervi lasciato anche dei fili d'erba che Brown, tra lo sbigottito e l'impressionato, non mancò di notare.
La carriera internazionale di Broon frae Troon (in scozzese Brown da Troon, appellativo datogli dai suoi tifosi) con la Scozia si interruppe a fine 1976 quando durante un incontro di club fu espulso per essersi fatto giustizia da solo punendo Andy Hardie per una scorrettezza da lui ricevuta e non vista dall'arbitro; Brown ricevette una squalifica di tre mesi e l'inibizione ad allenarsi presso qualsiasi club di rugby.
Decise allora di allenarsi, in quel periodo, allo stadio di Ibrox a Glasgow sotto la guida di Jock Wallace, all'epoca manager della squadra di calcio del Rangers.
Subì una serie di duri allenamenti che lo resero idoneo fisicamente per un terzo tour dei Lions, quello del 1977 ancora in Nuova Zelanda, che tuttavia non finì come i due precedenti perché la serie fu persa.
A seguito di una serie di infortuni non fu più in grado di scendere in campo per la Scozia e un paio d'anni più tardi smise di giocare.
Tra il 1970 e il 1980 fu invitato a 8 incontri dei Barbarians in uno dei quali, nel 1972, insieme a suo fratello Peter.
Dopo la fine della carriera rimase nel mondo del rugby come conferenziere ed esperto televisivo (commentò per ITV gli incontri delle Coppe del Mondo di rugby del 1991 e 1995) e si dedicò alla raccolta fondi di beneficenza.
Nel 2000 gli fu diagnosticato un linfoma non Hodgkin e a febbraio 2001 gli fu comunicato che la malattia era terminale; morì il 19 marzo successivo e al suo funerale, tenutosi nella parrocchia presbiteriana di Troon in cui, per volere dei familiari, nessuno doveva vestire di nero, intervennero non solo personalità del rugby come i fratelli Gavin e Scott Hastings, l'inglese Bill Beaumont e il gallese Gareth Edwards, ma anche nomi noti del calcio scozzese come Ally McCoist, Kenny Dalglish e Craig Brown, quest'ultimo all'epoca allenatore della Nazionale.
In quello stesso anno fu ammesso, postumo, nella International Rugby Hall of Fame.